# Krîcika, Bohorodceanî
Krîcika (în ucraineană Кричка) este o comună în raionul Bohorodceanî, regiunea Ivano-Frankivsk, Ucraina, formată numai din satul de reședință.

## Demografie
Componența lingvistică a comunei Krîcika
     Ucraineană (100%)
Conform recensământului din 2001, toată populația comunei Krîcika era vorbitoare de ucraineană (100%).